# Pavol Macháček
Pavol Macháček, též Pavel Macháček (25. března 1887 Holíč – 2. ledna 1969 Holíč), byl slovenský římskokatolický kněz, československý politik a poslanec Národního shromáždění za Hlinkovu slovenskou ľudovou stranu, za druhé světové války člen zahraničního československého odboje.

## Biografie
Patřil mezi významné představitele Hlinkovy strany. Stál v čele Generálního sekretariátu strany. Podle údajů k roku 1929 byl římskokatolickým knězem v Bratislavě.
V parlamentních volbách v roce 1925 získal za Hlinkovu slovenskou ľudovou stranu poslanecké křeslo v Národním shromáždění. Mandát obhájil v parlamentních volbách v roce 1929. Mandátu se ale vzdal krátce po volbách, v prosinci 1929. Na jeho místo nastoupil Jozef Galovič.
Později se politicky angažoval v celostátní Československé straně lidové. Roku 1939 odešel do exilu do Paříže, od roku 1940 do Londýna. Zde se pohyboval v blízkosti Edvarda Beneše. V letech 1940–1945 zasedal v exilovém parlamentu (Státní rada Československá), v letech 1940–1942 jako místopředseda. V roce 1941 byl v nepřítomnosti odsouzen režimem slovenského štátu na doživotí. Po osvobození se vrátil do Československa. Po roce 1945 byl předsedou Ústřední správy církevních majetků v Bratislavě. Působil pak jako farář v Bratislavě, později v Svätém Juru a Holíči. Patřil mezi část katolického duchovenstva, která byla loajální vůči komunistickému režimu.